# Pileolaria spinifer
Pileolaria spinifer är en ringmaskart som beskrevs av Knight-Jones 1978. Pileolaria spinifer ingår i släktet Pileolaria och familjen Serpulidae. Inga underarter finns listade i Catalogue of Life.